# Нововыселское сельское поселение
Нововыселское се́льское поселе́ние — муниципальное образование в Зубово-Полянском районе Мордовии Российской Федерации.
Административный центр — село Новые Выселки.

## История
Статус и границы сельского поселения установлены Законом Республики Мордовия от 7 февраля 2005 года № 12-З «Об установлении границ муниципальных образований Зубово-Полянского муниципального района, Зубово-Полянского муниципального района и наделении их статусом сельского поселения, городского поселения и муниципального района».

## Население
| 2002  | 2010  | 2012  | 2013  | 2014  | 2015  | 2016  |
| ----- | ----- | ----- | ----- | ----- | ----- | ----- |
| 1506  | ↗1507 | ↘1490 | ↗1492 | ↘1456 | ↘1447 | ↘1407 |
| 2017  | 2018  | 2019  | 2020  | 2021  |       |       |
| ↘1386 | ↘1382 | ↘1378 | ↘1371 | ↘1257 |       |       |

## Состав сельского поселения
| № | Населённый пункт | Тип населённого пункта       | Население |
| - | ---------------- | ---------------------------- | --------- |
| 1 | Аким-Сергеевка   | посёлок                      | ↗472      |
| 2 | Новые Выселки    | село, административный центр | ↘752      |
| 3 | Од Веле          | посёлок                      | ↘80       |
| 4 | Чапаев           | посёлок                      | ↘203      |